# Vanesa Amorós

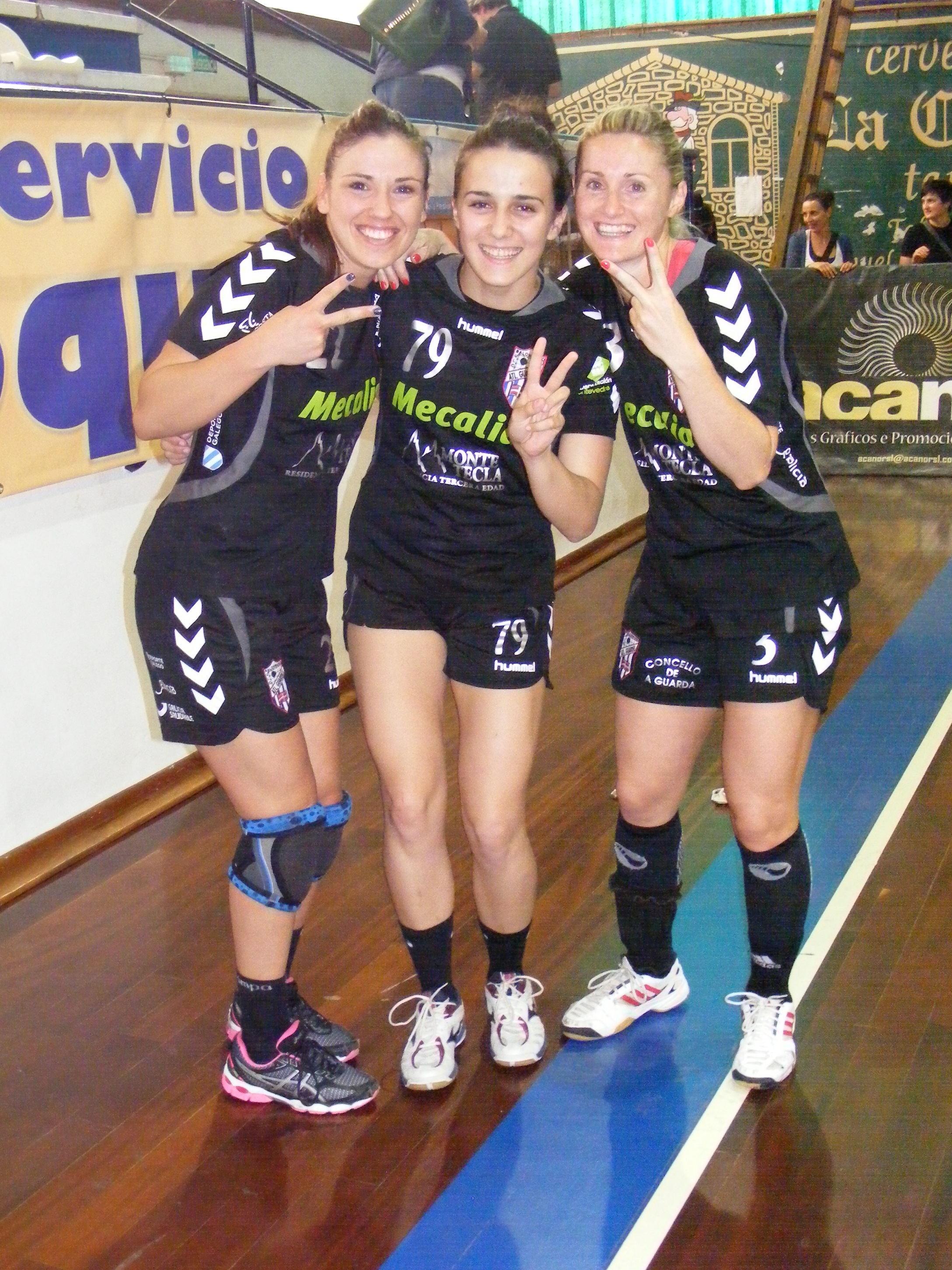
Vanesa (höger) med Laura Morais och Carmen Martín.

Vanesa Amorós Quiles född den 7 december 1982 i Elche, provinsen Alicante i Spanien, är en tidigare spansk handbollsspelare. Hon spelade som vänstersexa i landslaget.

## Klubbkarriär
Vanesa Amorós elitkarriär började i Club BM Elche Mustang där hon spelade 2003 till 2005. Hon var sedan aktiv i BM Elda Prestigio i sex år till 2011 innan hon anslöt till CB Mar Alicante där hon bara spelade ett år. Hennes sista klubb var Mecalia Atlético Guardés, en klubb i A Guarda i Galicien i Spanien. Hon avslutade sin karriär 2014.

## Landslagskarrär
Vanesa Amorós spelade för det spanska landslaget och deltog vid OS 2004. Hon deltog sedan vid världsmästerskapet i handboll för damer 2011 i Brasilien, där det spanska laget placerade sig på tredje plats. Hon ingick i det spanska lag som tog OS-brons i damernas turnering i samband med de olympiska handbollstävlingarna 2012 i London. Sammanlagt gjorde hon 111 landskamper och 97 mål för landslaget.